# عبد الرحمن عثمان (سياسي)
عبد الرحمن عثمان عبد الرحمن (بالإنجليزية: Abdul-Rahman Othman)‏؛ سياسي سوداني يشغل منصب وزير النفط والغاز حاليًا، ولد في 10 فبراير 1942 في مدينة الخرطوم، في السودان.

## المؤهلات العلمية
- خريج الهندسة الميكانيكية جامعة الخرطوم عام 1967.
- بكالوريوس مرتبة الشرف الأولى ودكتوراه جامعة بيرمنجهام – إنجلترا 1974.

## المناصب
- أستاذ للهندسة الميكانيكية كلية الهندسة جامعة الخرطوم ومنسقاً لشهادة الهندسة الزراعية.
- سكرتيرًا لمجلس الكلية ورئيسًا للجنة الامتحانات حتى سبتمبر 1981.
- التحق بشركة بترول أبوظبي الوطنية (ADNOC) مصفاة الرويس رئيسًا لقسم التطوير الهندسي ومسؤولاً عن التصميم والشراء والعقود والتنفيذ لأكثر من أربعمائة مشروع صغير وعشرين مشروعًا كبيرًا وذلك خلال ثماني سنوات بما في ذلك توسعة للمصفاة من 120.000 إلى 220.000 برميل في اليوم.
- شارك في وضع نظم العمل وحدود التفويض وهياكل العمالة، واكتسب خبرة جمة في مجالات الإدارة والعقود والمفاوضات والامن والسلامة.

## وصلات خارجية
- الموقع الرسمي لوزارة النفط والغاز السودانية.